# Pláka (ort i Grekland, Sydegeiska öarna)
Pláka (Plaka) är en ort i Grekland.   Den ligger i prefekturen Kykladerna och regionen Sydegeiska öarna, i den sydöstra delen av landet, 150 km söder om huvudstaden Aten. Pláka ligger 182 meter över havet och antalet invånare är 902. Den ligger på ön Milos.